# 천해성
천해성(千海成, 1964년 8월 15일 ~ , 서울)은 대한민국의 제24대 통일부 차관을 역임한 공무원이었다.

## 생애
1986년 행정고시에 합격하고, 정책기획과장과 회담기획부장, 교수부장, 인도협력국장, 대변인, 남북회담본부장, 정책실장 등 통일부내 요직을 두루 거쳤다. 
참여정부 시절인 2003년부터 2006년까지 국가안전보장회의(NSC) 정책조정실 정책담당관으로 근무했고, 통일부로 돌아와서는 회담기획부장으로 일하면서 2007년 10·4 남북정상회담을 비롯한 다수의 남북회담에 깊숙이 관여했다.
2009년 통일부 대변인을 지내고, 2014년 남북회담본부장을 역임하였다.
2016년 7월 행시 후배인 김형석 차관이 부임하자 퇴임한 뒤 통일부 산하 공공기관인 남북교류협력지원협회 회장에 선임됐다.
2017년 6월 제24대 통일부 차관에 임명되었다.

## 학력
- 영등포고등학교 졸업
- 1983 ~ 1987년 : 서울대학교 법학 학사
- 1987 ~ 1996년 : 서울대학교 행정대학원 행정학 석사

## 경력
- 1986년 : 제30회 행정고시 합격
- 대통령실 외교안보수석실 통일비서관실 행정관
- 통일부 통일정책실 정책기획과장
- 국가안전보장회의 정책조정실 정책담당관
- 통일부 남북회담본부 회담기획부장
- 통일부 인도협력국장
- 통일부 대변인
- 통일부 통일정책실장
- 남북회담본부장
- 통일부 통일정책실장
- 제5대 남북교류협력지원협회 회장
- 통일부 차관
- 남북정상회담 준비위원회 의제분과장
- 남북공동연락사무소장
- 서울대학교 통일평화연구원 책임연구원
- 국정원장 특보